# Tricyphona pahasapa
Tricyphona (Tricyphona) pahasapa là một loài ruồi trong họ Pediciidae. Chúng phân bố ở vùng sinh thái Nearctic.